# 藍斑條尾魟
藍斑條尾魟（學名：Taeniura lymma），又稱藍點魟，為軟骨魚綱鰩目魟科的其中一種。

## 分布
本魚分布於印度西太平洋區，包括紅海、東非、馬爾地夫、伊朗、巴基斯坦、斯里蘭卡、日本、台灣、韓國、中國、越南、柬埔寨、孟加拉、馬來西亞、泰國、印尼、印度、菲律賓、澳洲、新幾內亞、索羅門群島、萬那杜等海域。

## 深度
水深1至20公尺。

## 生物特徵
本魚體鮮豔，身上有卵形的大藍點，尾上有沿著尾巴方向的藍色條紋。口部圓形有角，藍點有濶邊，尾巴粗壯，向後漸漸變細，長度短於身體的兩倍，末端有寬濶的尾鰭。藍點上沒有刺，但成年藍點魟沿背脊中線有一些突起物，尾部後端比其他魟魚多一條刺。體長可達35公分。

## 生態
本魚為近海底棲魚類，棲息於大陸朋，漲潮時，它們會成群進入淺沙海域去吃軟體動物，蠕蟲，蝦蟹等，退潮時回去洞穴，岩底找庇護所，偶爾會發現被埋在沙下，卵胎生。

## 經濟利用
食用魚，也是遊釣魚種，小藍斑條尾魟是海洋生物愛好者的熱門選擇，但在水族箱中很難飼養。